# AIFV
Il veicolo da combattimento della fanteria meccanizzata AIFV o YPR-765 è un derivato dell'M113 della FMC. Esso venne studiato come successore economico del 'Gavin', con capacità ragionevolmente moderne e all'altezza della situazione.
La FMC fin dal 1967 aveva cominciato a studiare un M113 migliorato, conosciuto per l'appunto come 'improved M113'. Lo propose all'US Army, il quale però lo trovò troppo limitato per accettarlo. Ma la FMC aveva giustamente capito che i mezzi che interessavano l'esercito statunitense sarebbero stati troppo costosi per molti clienti dell'M113: qualunque fosse stato il nuovo 'cingolato per la fanteria' dell'esercito USA, esso non sarebbe mai stato il sostituto dell'universale cingolato per fanteria.
Così, mentre le specifiche operative si evolvevano fino a generare un costosissimo gigante da oltre 20 tonnellate, l'M2 Bradley, altri eserciti avevano necessità di comprare nuovi mezzi per la fanteria che non costassero quanto un carro armato. La FMC, con i suoi studi aveva l'arma giusta, e la propose con successo ai Paesi Bassi, che ne acquistarono 850, già nel 1975.

## Tecnica dell'AIFV
Questo mezzo era fondamentalmente assai simile all'M113, ma con alcune variazioni, come il motore diesel potenziato a ben 260 hp. Lo scafo, ancora prodotto in lega d'alluminio, era tuttavia rivestito davanti e ai fianchi da una corazza scatolata in acciaio, riempita di poliuretano. Essa serviva a garantire doti di galleggiabilità altrimenti dubbie data la maggiore massa del mezzo rispetto all'M113. La corazza spaziata offriva anche molta più protezione dalle cariche HEAT.
Per il resto la configurazione era simile al progenitore, soprattutto internamente con il motore anteriore a destra, il pilota a fianco, seguito dal capocarro, dotato di una piccola cupola, poi l'armamento e lo scomparto truppa.
Quest'ultimo era dotato di feritoie, 2 per lato, che consentivano il tiro (erano presenti anche iposcopi), e le pareti del mezzo erano assai inclinate.
Ma la vera novità era l'armamento, con una potente mitragliera da 25 mm, capace di distruggere blindati leggeri ad oltre 2 km e penetrare il fianco dei carri armati a circa 500-1000 metri. Esso ha una vera e propria torretta, anche se monoposto come sul BMP-1, e non biposto come sul Bradley. Così si possono se non altro ridurre sostanzialmente le dimensioni del mezzo e la sua massa.
Da notare che anche il veicolo nacque dagli studi dell'Improved Product M113, ma nonostante avesse sperimentato armi come mitragliere telecomandate da 20 e forse da 25 mm, esso alla fine era poco più che un M113 standard, con lastre di acciaio da 6mm sui fianchi e davanti, senza nessuna spaziatura, (e nessuna capacità anfibia pratica), con la solita M2 HB protetta giusto da uno scudo su 3 lati e da una batteria di lanciagranate nebbiogeni. Una soluzione complessivamente molto più povera del disegno adottato dagli olandesi.

## Varianti
Negli anni ogni paese ha creato delle sue varianti. Di seguito una lista.

### Varianti belghe
- AIFV-B: variante olandese rivista che era dotata delle stesse sospensioni dell'M113A1-B (simile all'M113A2), un sistema NBC e un sistema antincendio Halon; è entrato in servizio nel settembre 1985. I veicoli in eccedenza sono stati venduti in Cile, Indonesia e Filippine, con i vettori rimanenti gradualmente eliminati a favore dei veicoli a ruote.
  - AIFV-B-C25: con un cannone Oerlikon KBA-B02 da 25 mm — con lanciagranate fumogene montati sul lato della torretta
  - AIFV-B-MILAN: con un lanciamissili anticarro MILAN
  - AIFV-B-.50: con cuppola CWS da 12,7 mm, due mortai Lyran da 71 mm e attacco a cardine per lanciamissili MILAN.
  - AIFV-B-CP : Veicolo posto di comando con cupola da 12,7 mm (tipo M113), tenda, generatore e albero telescopico.
  - AIFV-B-TRG: veicolo per la formazione dei conducenti.

### Varianti olandesi
- YPR-765 pri (pantser-rups-infanterie): veicolo da combattimento di fanteria con un cannone Oerlikon KBA-B02 da 25 mm e una mitragliatrice FN MAG coassiale in una torretta (EWS - Enclosed Weapon Station); equipaggio di tre più sette passeggeri (normalmente solo cinque trasportati); sedili a panchina rivolti verso l'esterno nel vano posteriore.
  - YPR-765 pri.50: corazzata per il trasporto di personale con una mitragliatrice M2 HB calibro .50 su una cupola di tipo M113 al posto di una torretta.
- YPR-765 serie prc (pantser-rups-commando, cioè veicolo del posto di comando)
  - YPR-765 prc-B: veicolo del comandante di compagnia con la stessa torretta EWS del pri; equipaggio di sei più due passeggeri; tavolo pieghevole nel vano posteriore con due sedili rivolti verso l'interno su entrambi i lati.
  - YPR-765 pro-C-1: veicolo del comandante di battaglione con una mitragliatrice M2 HB calibro 50 su una cupola M26; equipaggio composto da cinque più quattro passeggeri; tavolo ribaltabile nel vano posteriore con panca a tre posti a sinistra e due posti a destra, tutti rivolti verso l'interno.
  - YPR-765 prc-C-2: centro di controllo del battaglione con una mitragliatrice M2 HB calibro 50 su una cupola M26; equipaggio composto da sette persone più un passeggero; vano posteriore come per C-1.
  - YPR-765 prc-C-3: veicolo portamortaio con una mitragliatrice M2 HB calibro .50 su una cupola M26; equipaggio composto da quattro persone più un passeggero; il vano posteriore ha un tavolo ribaltabile con due sedili rivolti verso l'interno sul lato sinistro e una grande bacheca per mappe militari sul lato destro.
  - YPR-765 prco-C-4: veicolo corazzato del posto di comando per plotoni corazzati di artiglieria antiaerea PRTL. Dotato di una mitragliatrice M2 HB calibro .50 su una cupola di tipo M113; equipaggio di tre persone; tavolo ribaltabile nel vano posteriore con panca a tre posti rivolta verso l'interno a sinistra. Questo veicolo è dotato di un riscaldatore diesel, un alto albero dell'antenna pieghevole sul lato sinistro dello scafo e un'estensione della tenda che potrebbe essere attaccata alla parte posteriore dello scafo del veicolo per fornire ulteriore spazio di lavoro.
  - 'YPR-765 prco-C-5: veicolo di osservazione per unità di artiglieria con mitragliatrice M2 HB calibro .50 su cupola di tipo M113; equipaggio di cinque persone; vano posteriore con tavolo ribaltabile con due sedili rivolti verso l'interno a sinistra.
- YPR-765 prrdr (pantser-rups-radar): veicolo dotato di un radar di sorveglianza del campo di battaglia ZB-298, armato con una mitragliatrice M2 HB calibro .50 su una cupola di tipo M113; equipaggio composto da quattro più due passeggeri; tavolo pieghevole nel vano posteriore, con un sedile rivolto verso l'interno su entrambi i lati. Ogni battaglione di carri armati e ogni battaglione di fanteria corazzata ne aveva tre nel suo personale e nella sua compagnia di supporto[4].
  - YPR-765 prrdr-C: veicolo di comando e radar, ritirato.
- YPR-765 prgwt (pantser-rups-gewondentransport): veicolo blindato per l'evacuazione medica (AMEV); disarmato; equipaggio composto da tre più cinque passeggeri; il vano posteriore ha due sedili rivolti in avanti a sinistra, contenitori per l'equipaggiamento personale dei feriti su entrambi i lati e può contenere due barelle su entrambi i lati, sospese a catene. Il veicolo è dotato di un riscaldatore diesel.
  - YPR-765 prmr (pantser-rups-mortiertrekker): portamortaio corazzato per mortaio MO-120-RT da 120 mm con una mitragliatrice M2 HB calibro .50 su una cupola M26; equipaggio di sette persone, compreso l'equipaggio per il mortaio; il vano posteriore ha una panca a tre posti rivolta verso l'interno a sinistra e un porta munizioni per mortaio a destra. Scaffali di stoccaggio per 150 colpi di mortaio.
- YPR-765 prv (pantser-rups-vracht): veicolo da carico corazzato (vracht = carico, merci) con una mitragliatrice M2 HB calibro .50 su una cupola di tipo M113; equipaggio di due persone; vano posteriore vuoto con uno schermo di sicurezza pieghevole tra l'equipaggio e il carico.
- YPR-765 prat (pantser-rups-anti tank): cacciacarri armato con una torretta "Hammerhead" Emerson TOW Under Armour simile a quella dell'M901 ITV e una mitragliatrice FN MAG su perno; equipaggio di quattro persone; il vano posteriore contiene un rack con ricariche missilistiche a sinistra, un sedile a panca rivolto verso l'interno e varie attrezzature, incluso un treppiede M41) a destra.
- YPR-806 prbrg (pantser-rups-berging): veicolo corazzato per il recupero; la designazione dell'esercito americano è M806, si basa su un telaio e uno scafo M113 modificati ma utilizza componenti automobilistici AIFV. Veicolo di riparazione e recupero dotato di verricello interno e due ancoraggi a terra montati sullo scafo posteriore.

### Varianti filippine
L'esercito filippino utilizza una variante mista dei precedenti AIFV simili all'YPR-765 olandese e successive varianti dalla Turchia basate sull'ACV-300.

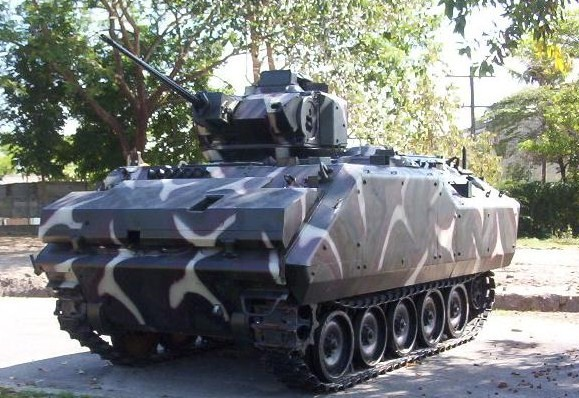
AIFV-25 dell'esercito filippino

- AIFV-25: veicolo da combattimento di fanteria di base armato con un cannone Oerlikon KBA-B02 da 25 mm e una mitragliatrice coassiale
- AIFV-ARV: veicolo corazzato da recupero
- ACV-300 APC: con una mitragliatrice M2 da 12,7 mm in una cupola schermata
- ACV-300 ARV: veicolo corazzato da recupero

### Varianti sudcoreane
- K200 KIFV: prodotto in varie varianti.

### Varianti turche
- ACV-AAPC (trasporto corazzato avanzato per il trasporto di personale): con una torretta monoposto con una mitragliatrice da 12,7 mm e una mitragliatrice da 7,62 mm; 13 truppe trasportate.
- ACV-AIFV (veicolo da combattimento di fanteria avanzato): dotato di una torretta "Sharpshooter" stabilizzata da 25 mm da un uomo e ha la capacità di trasportare 11 membri del personale.
  - AIFV con torretta FMC EWS (assemblata da DAF Special Products) con un cannone Oerlikon Contraves da 25 mm e una mitragliatrice coassiale da 7,62 mm
  - AIFV con torretta Giat Dragar con cannone M811 da 25 mm e mitragliatrice coassiale da 7,62 mm.
- ACV-ATV: Veicolo controcarri corazzato. Dotato di una torretta norvegese con due missili BGM-71 TOW in posizione pronta al lancio e quattro truppe trasportate.
- ACV-AMV: Veicolo corazzato da mortaio. Dotato di mortaio da 81 mm e mitragliatrice da 7,62 mm.

### Varianti private turche
- 120 mm AMV: versione privata, armata con un mortaio TDA da 120 mm nella parte posteriore del veicolo. Non in servizio.
  - ACV con HMTS: armato con quattro missili Hellfire in posizione di pronto al fuoco.
  - ACV-300: dotato di un powerpack da 300 hp simile all'M113A3, ma con potenza elevata.
  - ACV-350: dotato di un powerpack da 350 hp.
  - ACV-S: una versione allungata dell'AIFV con una ruota da strada aggiuntiva e un'armatura extra che resiste ai proiettili AP da 14,5 mm, con un powerpack aggiornato da 350 o 400 hp. Il peso è di 18.000 kg. È disponibile una varietà di torrette, tra cui 12,7 mm, 25 mm (FNSS Sharpshooter Turret) e 30 mm, nonché un lanciamissili Eryx e una torretta mortaio da 120 mm.

### Varianti emiratine
- ACV-RV: veicolo corazzato da recupero
- ACV-AESV: veicolo corazzato della squadra di ingegneria
- ACV-AFOV: veicolo FO di artiglieria corazzata
- ACV-ACPV: veicolo corazzato del posto di comando
- Nota: sono tutti ACV-350 e dotati di aria condizionata e sistema NBC di sovrappressione.

## Impiego
Si tratta di un buon compromesso tra costo ed efficacia, grazie soprattutto alla mitragliera da 25 mm, e a suo tempo esso era quasi geniale, con la potenza di fuoco dell'M2 in uno scafo da M113. Oltre ai Paesi Bassi, anche il Belgio ne ordinò 525, mentre più di recente altre nazioni ne hanno chiesti. In particolare la Turchia, con oltre 1700 veicoli.
Oltre alla versione base esiste anche quella cacciacarri, con un lanciamissili binato per TOW, elevabile, con una mtg. per la difesa ravvicinata. (il TOW qui è in alternativa e non in aggiunta alla mitragliera da 25 mm, a differenza del Bradley).
Non c'è dubbio che l'AIFV abbia ottenuto il massimo che potesse essere ottenuto dallo scafo base dell'M113. Esso aveva un armamento unico di grande precisione e gittata, mentre il BMP-1 sovietico aveva un cannone e un lanciamissili, meno precisi ma più potenti.
Entrambi, con la loro massa dell'ordine di 13 tonnellate e una torretta monoposto, sono stati poi via via sostituiti da mezzi più potenti, ma i costi sono tali che ancora molti M113 originali sono in servizio nel mondo.

## Utilizzatori
Bahrein

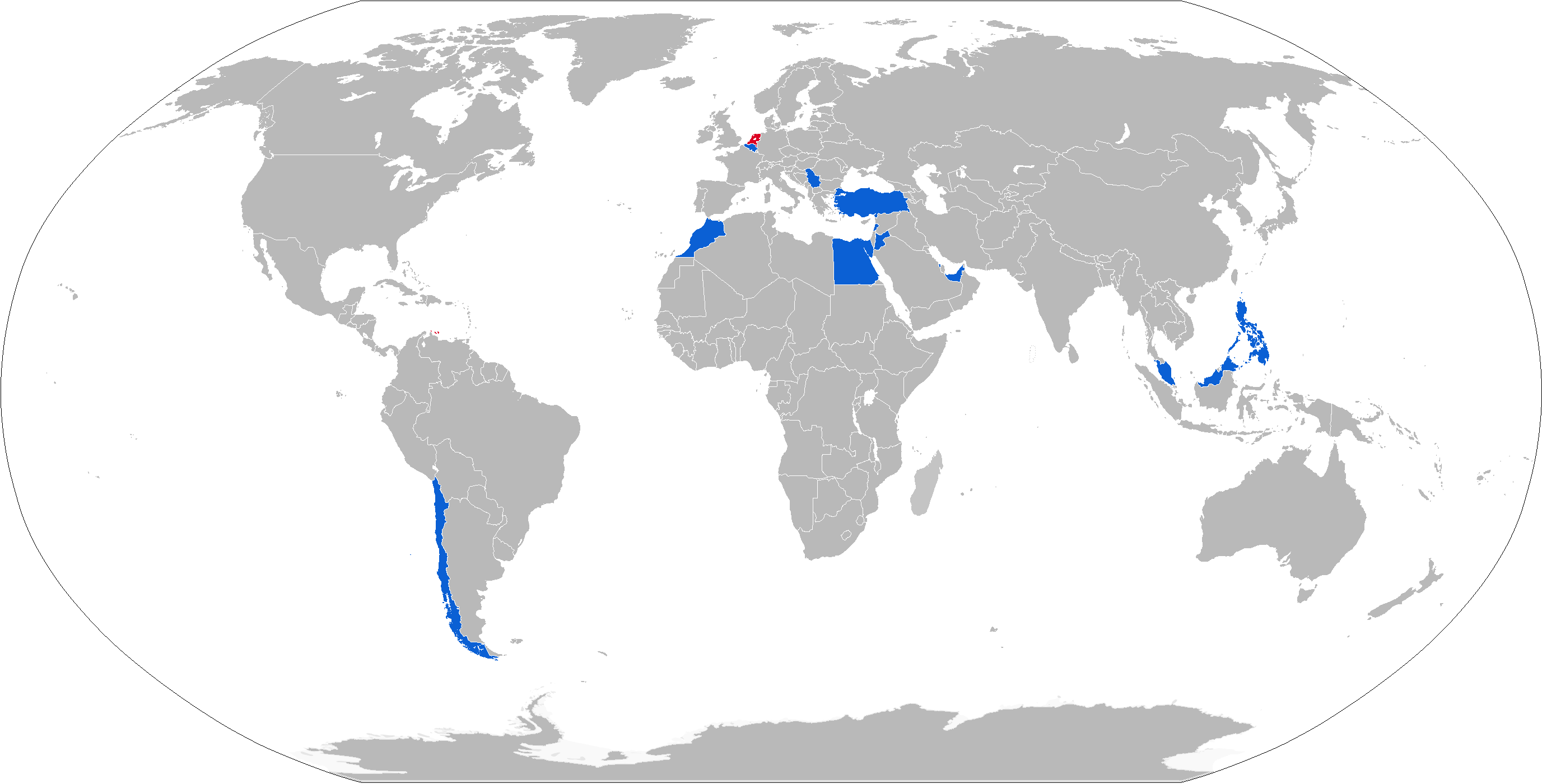
in blue gli operatori dell'AIFV

25 YPR-765 ACV di origine olandese consegnato nel 1996. 42 AIFV-IFV di origine belga consegnato nel 2008 8 (stima) AIFV-APC di origine belga consegnato nel 2008
 Belgio
190 dei 514 veicoli originariamente consegnati, sostituiti da MOWAG Piranha III
 Cile
139 YPR-765 acquistati dai Paesi Bassi e dal Belgio.
 Egitto
più di 1.000 YPR-765 acquistati dai Paesi Bassi e dal Belgio dal 1996.
 Giordania
441 YPR-765 acquistati dai Paesi Bassi, 58 AIFV-B acquistati dal Belgio.
 Emirati Arabi Uniti
133 veicoli ricevuti dalla Turchia.
 Libano
16 veicoli AIFV-B-C25 ex belgi.
 Marocco
90 ex belgi AIFV-B-C25 e 20 AIFV-B-.50, consegnati nel 2008.
 Paesi Bassi
ora utilizzano solo YPR-806 A1 PRB (pantserrupsberging) e YPR-KMar (Koninklijke Marechaussee). oltre 2.000 veicoli. Conosciuto localmente come YPR-765. La maggior parte è stata sostituita da una combinazione di veicoli CV9035NL, Fennek e Boxer.
 Malaysia
267 veicoli FNSS ACV-15 ricevuti, più precedenti 111 varianti KIFV note come MIFV (Malaysian Infantry Fighting Vehicle).
 Filippine
58 veicoli, composti da 45 AIFV-25 e 6 AIFV-ARV ricevuti dagli Stati Uniti nel 1979, 6 ACV-300 APC e 1 ACV-ARV ricevuti dalla FNSS della Turchia rispettivamente nel 2010 e nel 2004.
 Turchia
2.249 prodotti su licenza (1.698 tra il 1990-2000 e 551 tra il 2001-2004) di cui 1.380 AAPC, 650 AIFV, 48 ATV e 170 AMV
anche alcune varianti di ambulanza e veicoli speciali.
 Ucraina
numero sconosciuto ricevuto dai Paesi Bassi.
 Serbia
1 YPR-765 sequestrato alle forze di pace olandesi delle Nazioni Unite nella guerra civile in Bosnia ed Erzegovina.